# (2340) Hathor
(2340) Hathor ist ein Asteroid vom Aten-Typ. Damit bezeichnet man eine Gruppe von Asteroiden, deren Bahnen größtenteils innerhalb der Erdbahn verlaufen und diese von innen her kreuzen. Seinen Namen verdankt er der Himmelsgöttin Hathor aus der ägyptischen Mythologie.
Hathor wurde am 22. Oktober 1976 von Charles Kowal entdeckt.
Hathor läuft auf einer exzentrischen Bahn zwischen 0,4642 AE (Perihel) und 1,2236 AE (Aphel) in 283 Tagen um die Sonne. Die Bahnexzentrizität beträgt 0,45, wobei die Bahn 5,85° gegen die Ekliptik geneigt ist.
Seine Größe wird auf 0,3 km geschätzt. Die Albedo beträgt 0,2.